# Sever (Košice)
Sever (em português: Norte) é um bairro de Košice, a segunda maior cidade da Eslováquia. Está situado no distrito de Košice I, na região de Košice. Tem 54,58 km² de área e sua população em 2018 foi estimada em 20.124 habitantes.